# Svanprinsessan och den förtrollade skatten
Svanprinsessan och den förtrollade skatten är en amerikansk film från 1998 i regi av Richard Rich.

## Om filmen
Svanprinsessan och den förtrollade skatten regisserades av Richard Rich, som även skrivit filmens manus tillsammans med Brian Nissen.

## Rollista i urval
| Roll                         | Originalröst       | Svensk röst               |
| ---------------------------- | ------------------ | ------------------------- |
| Prinsessan Odette            | Michelle Nicastro  | Charlotte Ardai Jennefors |
| Prins Derek                  | Brian Nissen       | Joachim Bergström         |
| Zelda                        | Katja Zoch         | EwaMaria Björkström       |
| Lord Rogers/Polonius "Polle" | Joseph Medrano     | Hans Wahlgren             |
| Drottning Uberta/Alberta     | Christy Landers    | Christina Schollin        |
| Jean-Bob                     | Donald Sage Mackay | Fredrik Dolk              |
| Bromley/Botvid "Botte"       | Owen Miller        | Fredrik Dolk              |
| Speed/Sprutt                 | Doug Stone         | Gunnar Ernblad            |
| Puffin/Lunne                 | Steve Vinovich     | Bengt Järnblad            |
| Whizzer/Wizz                 | Paul Masonson      | Steve Kratz               |
| Frederick/Fredrik            | Paul Masonson      | Andreas Nilsson           |
| Sir Rothbart/Rupert          | Sean Wright        | Torsten Wahlund           |